# Тарасенко, Илья Сергеевич
Илья Сергеевич Тарасенко (род. 23 марта 1980 г., Москва) — генеральный директор АО "Главкосмос", бывший (февраль - ноябрь 2020) генеральный директор ПАО "Компания Сухой" (единый исполнительный орган АО «Российская самолетостроительная корпорация «МиГ»). С 2018 года также занимал должность заместителя генерального директора ПАО Объединенная авиастроительная корпорация» по ВТС.

## Биография
Илья Сергеевич Тарасенко родился 23 марта 1980 года в Москве. В 2002 году окончил Московский авиационный институт, после чего пришел на работу в ОКБ им. П. О. Сухого. В 2005 году стал директором сводной дирекции ОАО «Компания Сухой». В 2009 году перешел в АО «РСК «МиГ», где последовательно занял должности директора Дирекции по координации программ, директора по координации программ, заместителя генерального директора по координации программ и закупкам, первого заместителя генерального директора. С 2014 по 2016 годы И. С. Тарасенко возглавлял АО «Гражданские самолеты Сухого». С сентября 2016 г. является генеральным директором АО «РСК «МиГ». С октября 2018 года по совместительству занимает должность заместителя генерального директора ПАО «ОАК» по военно-техническому сотрудничеству. В его подчинении находится блок, отвечающий за осуществление военно-технического сотрудничества, включая маркетинг, продажи и сопровождение поставок авиатехники, международные отношения в области военной авиации, разработку перспективных программ послепродажного обслуживания, а также интегрированную логистическую поддержку. С февраля по ноябрь 2020 года Илья Тарасенко также возглавлял ПАО «Компания «Сухой». С сентября 2023 Илья Тарасенко назначен генеральным директором АО "Главкосмос"

## Трудовая деятельность
2002–2005 гг. – ОКБ им. П.О.Сухого;
2005–2009 гг. – Директор сводной дирекции ОАО «Компания «Сухой»;
2009–2014 гг. – Директор Дирекции по координации программ АО «РСК «МиГ», Директор по Координации программ АО «РСК «МиГ», Заместитель Генерального директора по координации программ и закупкам АО «РСК «МиГ», Первый заместитель Генерального директора АО «РСК «МиГ»;
2014–2016 гг. – Президент АО «Гражданские самолеты Сухого» (АО ГСС);
С сентября 2016 г. – Генеральный директор АО «РСК «МиГ».
С октября 2018 г. – Заместитель генерального директора ПАО «ОАК».
С февраля по ноябрь 2020 г. – Генеральный директор ПАО «Компания «Сухой».
С сентября 2023 г. по февраль 2025 г. – Генеральный директор АО "Главкосмос".

## Высшее образование
В 2002 г. окончил Московский авиационный институт (Национальный исследовательский университет)
В 2012 г. окончил Московскую школу управления «Сколково»

## Награды
Медаль Ордена за Заслуги перед Отечеством II степени (13.05.2019 г.)
Почетная грамота Министерства промышленности и торговли РФ "За вклад в развитие авиастроительной промышленности и многолетний добросовестный труд" (6.09.2016  г.)

## Семейное положение
Женат, двое детей